# Léonard-David Sweezey Tremblay
Pour l’article homonyme, voir Tremblay.
Léonard-David Sweezey Tremblay (16 avril 1896-19 septembre 1968) est un fonctionnaire, journaliste et homme politique fédéral du Québec.

## Biographie
Né à Chicoutimi dans la région du Saguenay–Lac-Saint-Jean, il participe à la Première Guerre mondiale et à la Seconde Guerre mondiale.
Élu député du Parti libéral du Canada dans la circonscription fédérale de Dorchester en 1935, il est réélu en 1940, 1945 et en 1949. Il démissionne en 1953 pour devenir sénateur de la division de Lauzon, sous recommdandation du premier ministre Louis St-Laurent. Il quitte son poste de sénateur en 1965.